# Dix Mille Martyrs
Les Dix Mille Martyrs ou les Dix mille martyrs du mont Ararat sont, d'après une tradition médiévale, des soldats romains commandés par saint Acace, qui se sont convertis au christianisme et qui ont été crucifiés au mont Ararat en Arménie sur ordre de l'empereur romain. L'histoire est attribuée à Anastase le Bibliothécaire, un érudit du IXe siècle.

## Historique
Le Martyrologe romain contient deux inscriptions différentes pour ce nom. Une première, à la date du 18 mars, note : « À Nicomédie, dix mille saints martyrs, qui furent passés au fil de l’épée pour avoir confessé le nom de Jésus-Christ ». À la même date, on trouve dans le synaxaire grec orthodoxe la mention « Myriades de saint martyrs, par l'épée, à Nicomédie ». Francis Mershman identifie ces inscriptions comme des références aux chrétiens tués durant les persécutions de Dioclétien en 303. Ce texte apparaît dans un ancien martyrologe grec, traduit par le cardinal Guglielmo Sirleto et publié par Henricus Canisius. Les écrits d'Eusèbe de Césarée et de Lactance, se font l'écho de ces persécutions.
Une seconde mention dans le Martyrologe romain se trouve à la date du 22 juin : « Sur le mont Ararat, le supplice de dix mille saints martyrs, crucifiés ». D'après Mershman, cette entrée est toutefois « basée sur une tradition qui contient de nombreuses inexactitudes historiques et des détails tout-à-fait improbables ». Le synaxaire de l'église grecque orthodoxe a également une deuxième entrée, à la date du 1er juin, pour les « Dix mille saints martyrs » à Antioche sous l'empereur romain Dèce. Toutefois, il n'est pas clair si cette note se rapporte au même évènement que l'entrée du 22 juin dans le Martyrologe romain.

## Selon la tradition
L'Encyclopédie Catholique relate cette tradition  en ces termes : « Les empereurs Hadrien (117-138) et Antonin le Pieux (138-161) sont à la tête d'un importante armée pour supprimer une révolte de peuples de la région de l’Euphrate. L'armée est défaite, et seuls neuf mille soldats subsistent. Un ange apparaît alors et leur promet la victoire s'ils se convertissent au christianisme.
Ils se lancent à l'attaque et remportent la victoire. Ils sont ensuite conduits par Acace, leur général, au mont Ararat et y reçoivent l'enseignement de la foi. Ils y vivent pendant trente jours en se nourrissant de manne tombée du ciel.
Les empereurs, apprenant leur victoire, envoient des émissaires pour qu'ils sacrifient aux dieux selon la coutume, ce que les nouveaux convertis refusent. Les empereurs mobilisent alors cinq (ou sept) rois païens vassaux qui, à la tête d'une immense armée, vont à la rencontre des rebelles. À leur refus d'abjurer leur foi, ils sont lapidés, mais les pierres rebondissent vers les assaillants. À la vue de ce prodige, mille autres soldats rejoignent les chrétiens. Sur ce, les empereurs ordonnent qu'ils soient crucifiés. »
La véracité des faits n'est pas encore attestée par des sources historiques.
En Occident, cette tradition apparaît donc au Moyen Âge, sans figurer dans les premières versions de la Légende dorée, mais les éditions augmentées du début du XVe siècle la contiennent, en ajoutant des détails sur l'origine, le développement et les supplices subis. Les martyrs sont cités par Petrus de Natalibus, évêque de Jesolo, auteur d'une Légende des saints rédigée vers 1371, composée de douze livres dont les saints suivent le calendrier de l'église. Une édition de 1543 de cet ouvrage intitulé Catalogus sanctorum et gestorum eorum, contient au livre V, chapitre CIIII, deux colonnes « De sanctis decem Milia martyres apud Alexandria sub Adriano et Antonia... ». Ultérieurement, c'est Hadrien qui prend la place prépondérante, voire exclusive.

## Dans l'iconographie
| - folio 382v - folio 383 |

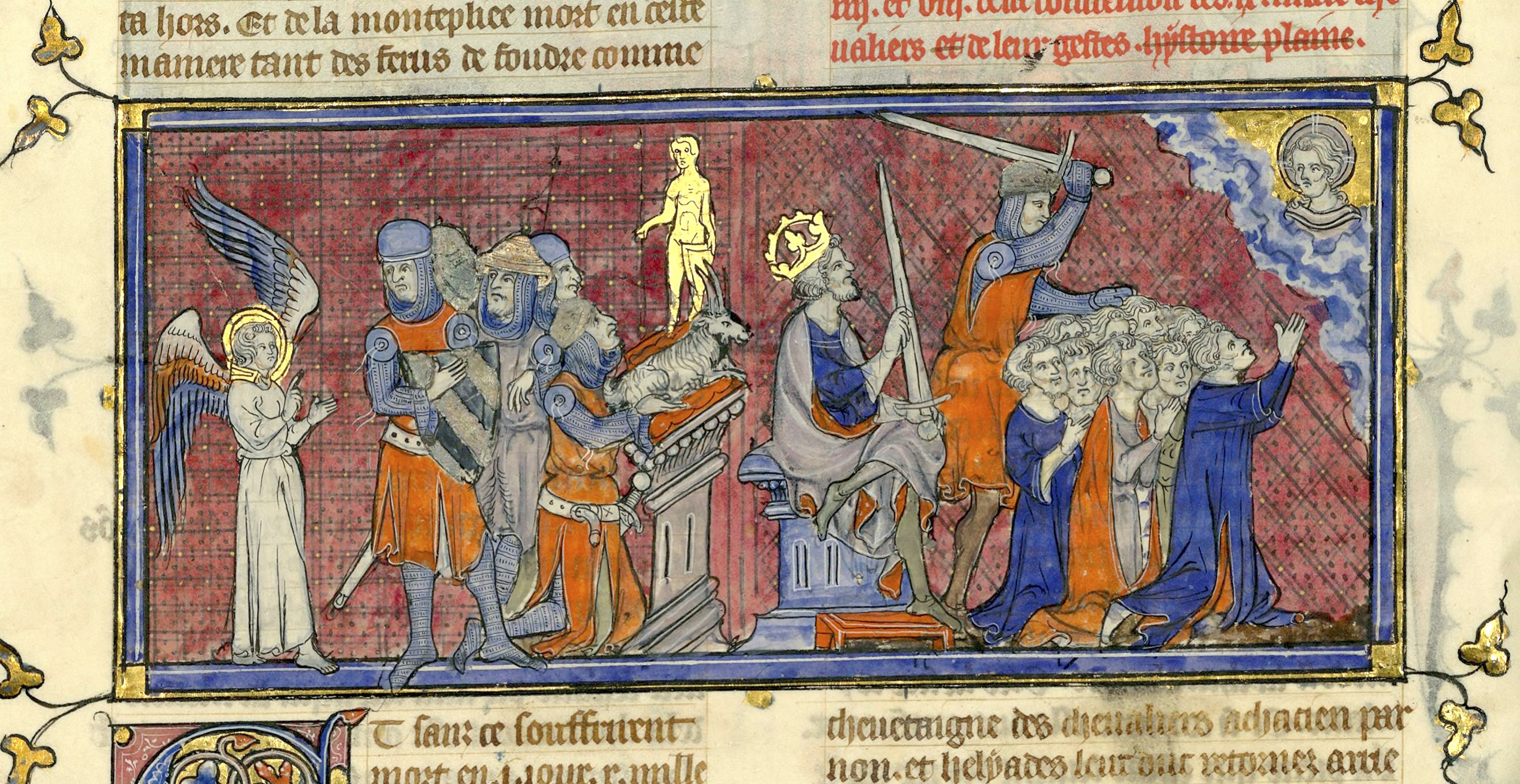
BnF Ms. Arsenal 5080 138v

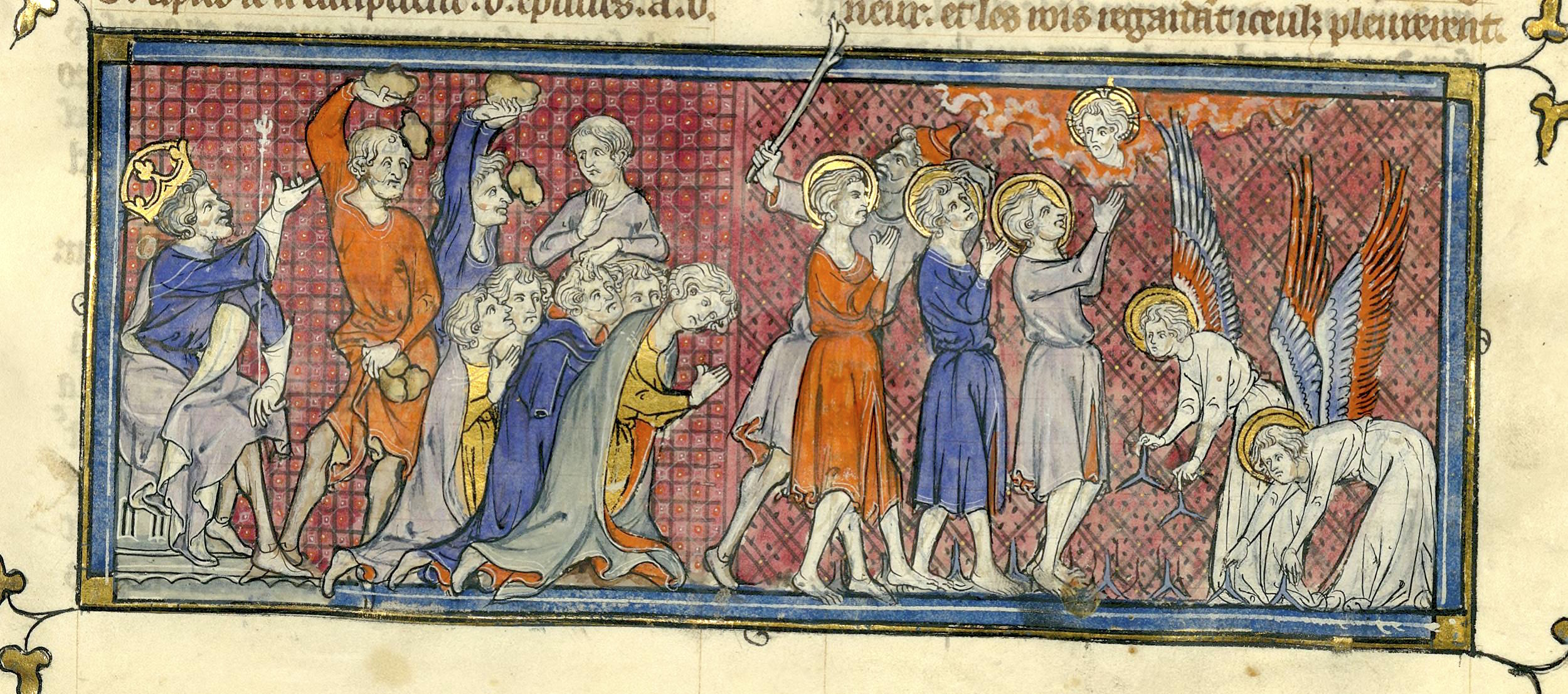
BnF Ms. Arsenal 5080 139r

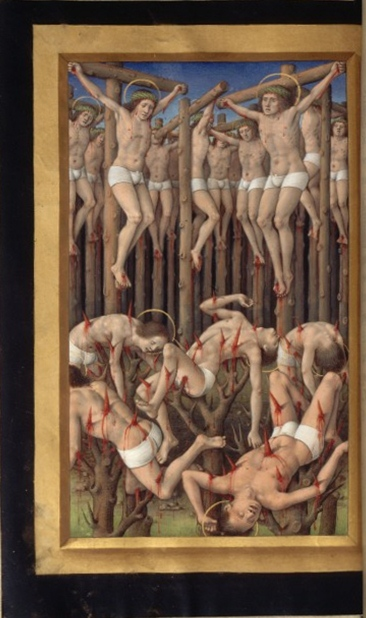
Jean Bourdichon, Grandes Heures d'Anne de Bretagne, fol. 177v, 1503-1508, Bibliothèque nationale de France, Paris

Dans un des exemplaires du Miroir historial de Vincent de Beauvais (Paris BnF - Bibliothèque de l'Arsenal Ms. 5080) l'histoire est relatée et illustrée aux folios 138v et folio 139r par deux scènes de la légende. Dans la première, on voit à gauche, l'ange s'adresse aux chevaliers alors que ceux-ci offrent en sacrifice un bouc à Apollon. Quatre chevaliers sont visibles, en cotte d'arme et tunique, épée en baudrier. À droite un roi tenant une épée et donnant un ordre à un soldat debout et armé. Les martyrs tournent le dos au roi pour adorer Dieu qui apparaît dans les nuées, à droite. Dans le folio 139r, le roi ordonne à gauche la lapidation des saints, mais les pierres reviennent frapper le visage des bourreaux. À droite, un bourreau pousse les saints à s'engager nu-pieds sur le chemin parsemé de clous ; ils contemplent le visage divin alors que des anges ramassent les clous tretrapodes.
Une autre présentation est donnée dans les folios 382v et 383 du manuscrit de 1463 à la Bibliothèque Nationale, département des manuscrits français 50. Dans une première enluminure, les saints, conduits par Acace, comparaissent devant cinq rois alignés dont le premier tient un glaive. Un sixième roi est en train de sacrifier aux dieux. Acace expose sa foi, soutenu par un ange. Dans la deuxième enluminure, l'empereur Hadrien (son nom et indiqué au-dessus de sa tête) ordonne les différents supplices : la lapidation, avec le retour d'une pierre dans l'œil d'un tortionnaire ; la marche sur les chausse-trappes, avec les anges qui les ramassent ; et l'utilisation de roseaux acérés enfoncés dans le flanc des martyrs. Ces roseaux se retrouvent par exemple dans l'enluminure de Jean Bourdichon.
Dans certaines peintures, notamment allemandes, comme aussi dans celle de Dürer, les victimes sont poussées du haut d'une falaise, sur des branches ou pointes acérées. Ils ont pour certains les yeux percés par des chignoles. Ce développement dépasse la tradition originelle d’Anastase le bibliothécaire qui décrit le supplice comme une imitation de la Passion du Christ : flagellation, lapidation, outrages, couronnement d’épines et crucifiement.

## Popularité
Malgré les doutes sur la véracité de cette tradition elle est extrêmement populaire au Moyen Âge et à la Renaissance.
Le culte des Dix Mille martyrs et de saint Acace, le général dirigeant l'armée, se diffuse au Danemark, en Suède, en Pologne, en France, en Espagne, au Portugal, en Allemagne. Des reliques se trouvent à Prague, à Vienne (Autriche), à Scutari, à Cuenca, Lisbonne et Coimbra.

## Iconographie
Au Moyen Âge et à la Renaissance, le massacre des Dix Mille fait l'objet de nombreuses représentations, en peintures, en retables, en miniatures enluminés, par Jean Bourdichon, Albrecht Dürer, Vittore Carpaccio, Jacopo Pontormo notamment.

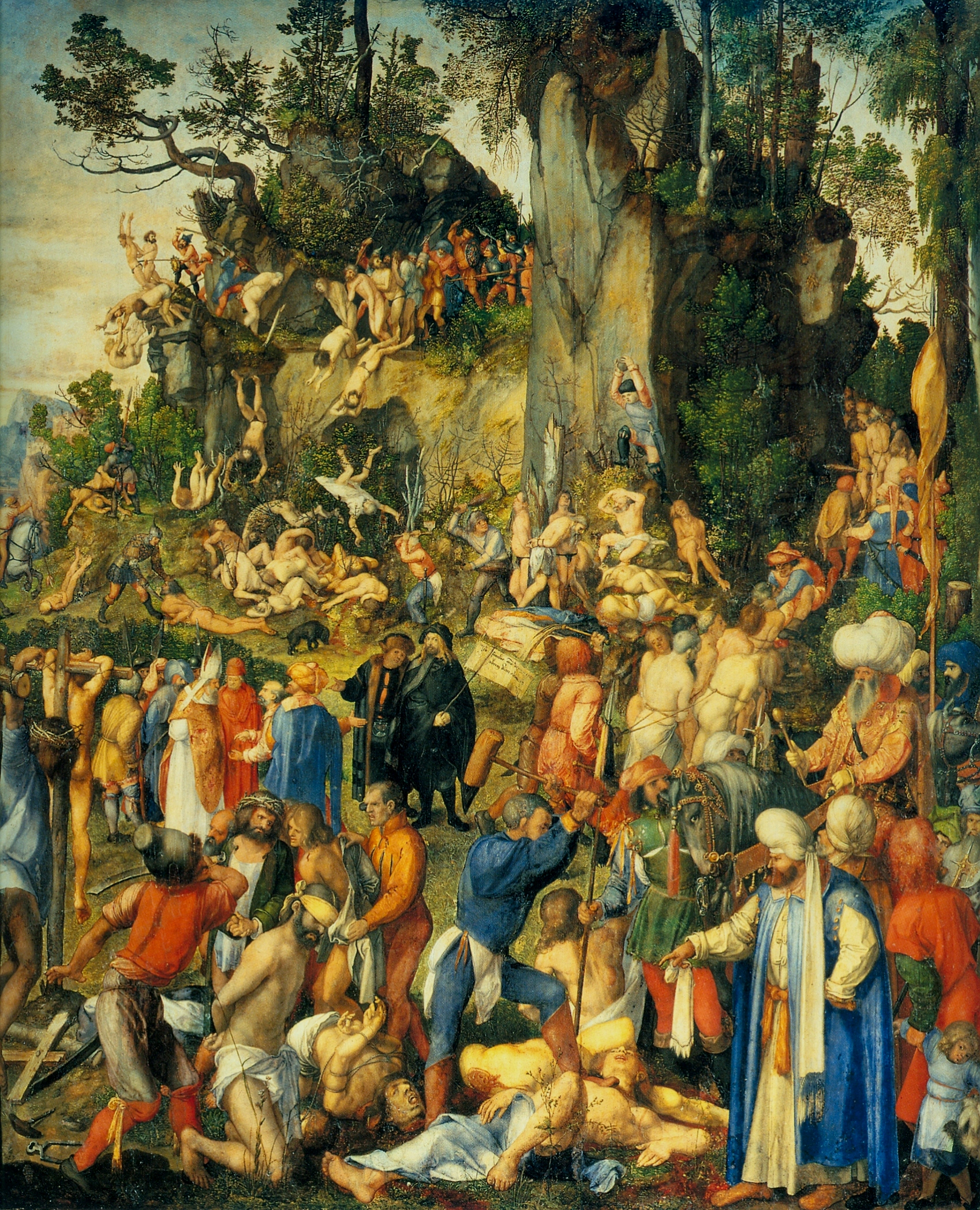
Albrecht Dürer, Martyre des dix mille chrétiens (Dürer), 1507, Kunsthistorisches Museum, Vienne.
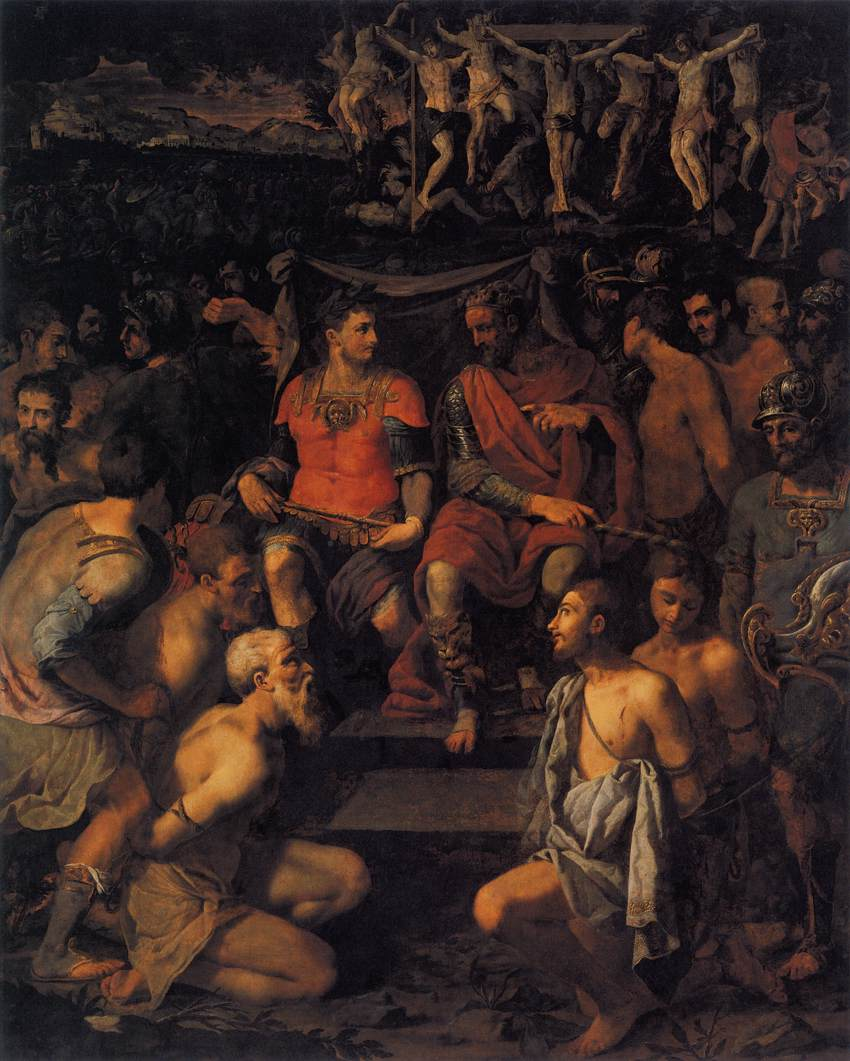
Michele Tosini , Martyre des Dix Mille, vers 1550, Florence, Musée du Cenacolo di San Salvi.
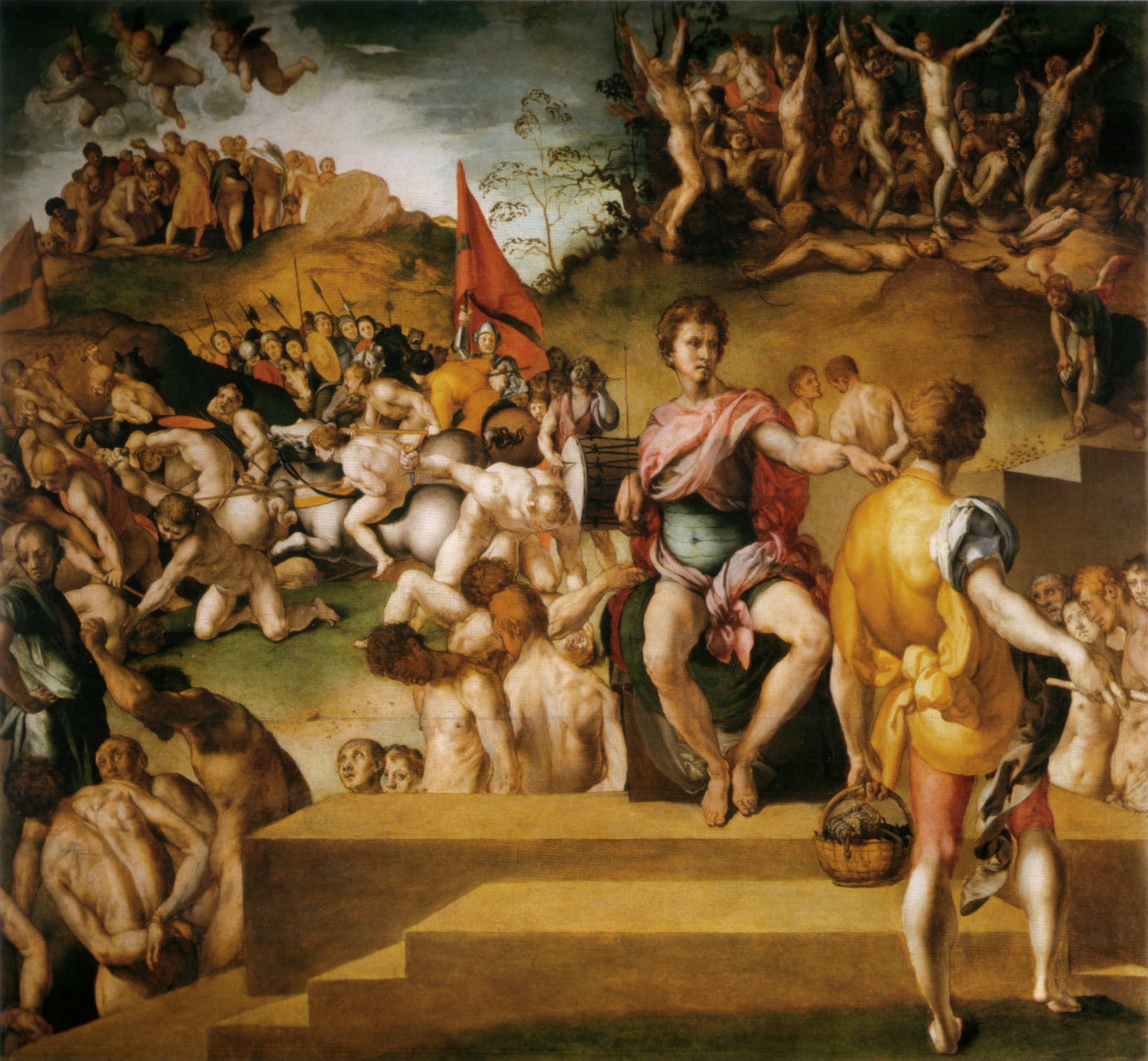
Jacopo Pontormo, Martyre des Dix Mille, 1529-1530, Florence, Galerie des Offices.
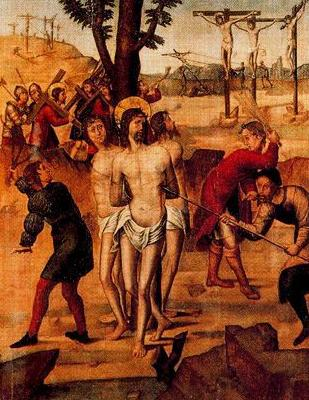
Anonyme di Toledo, Martirio dei diecimila, XVIe siècle, Musée du Prado, Madrid.
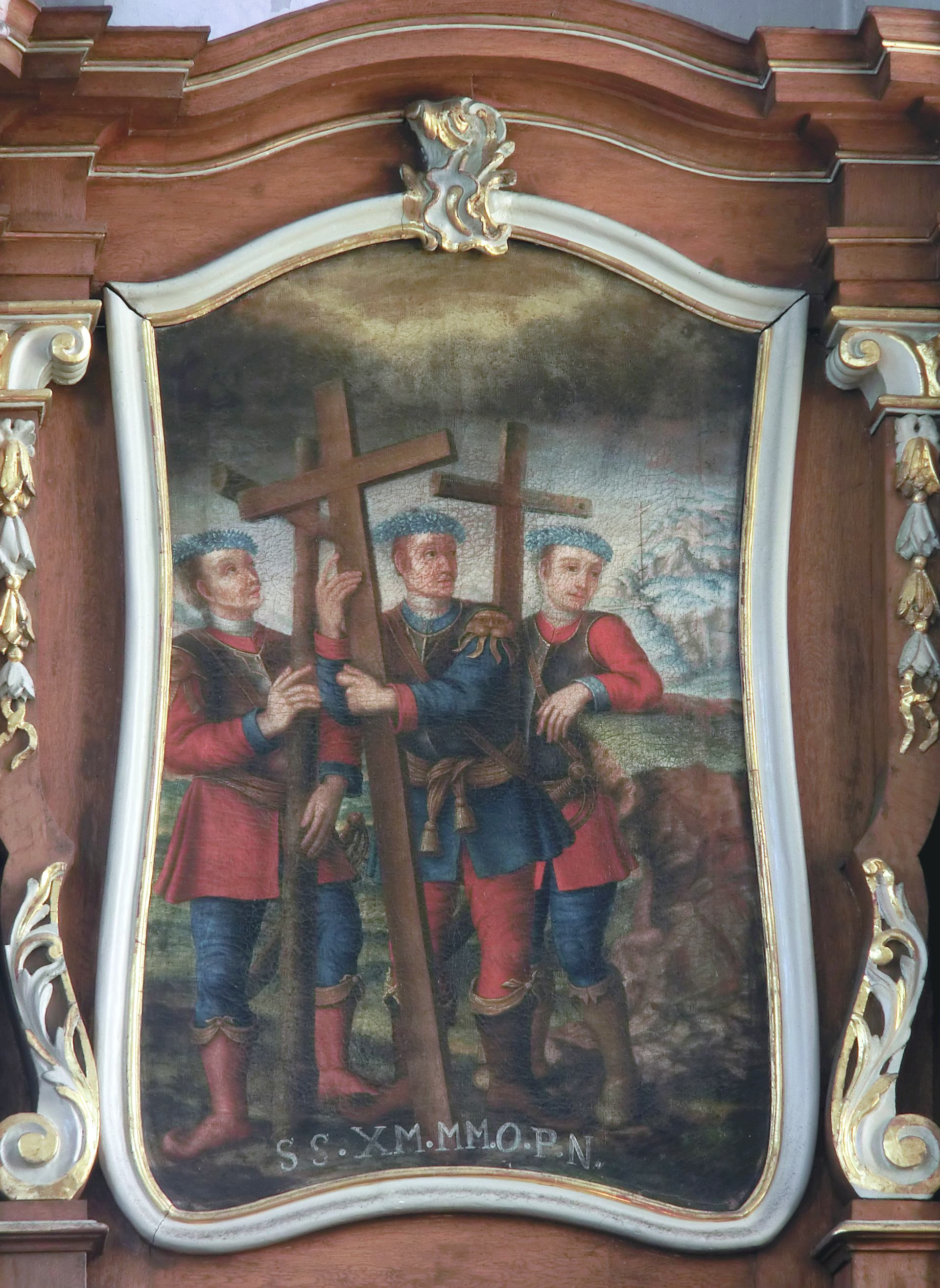
Dix mille martyrs, 1763, Église Saint-Pierre-et-Paul, Villmar.
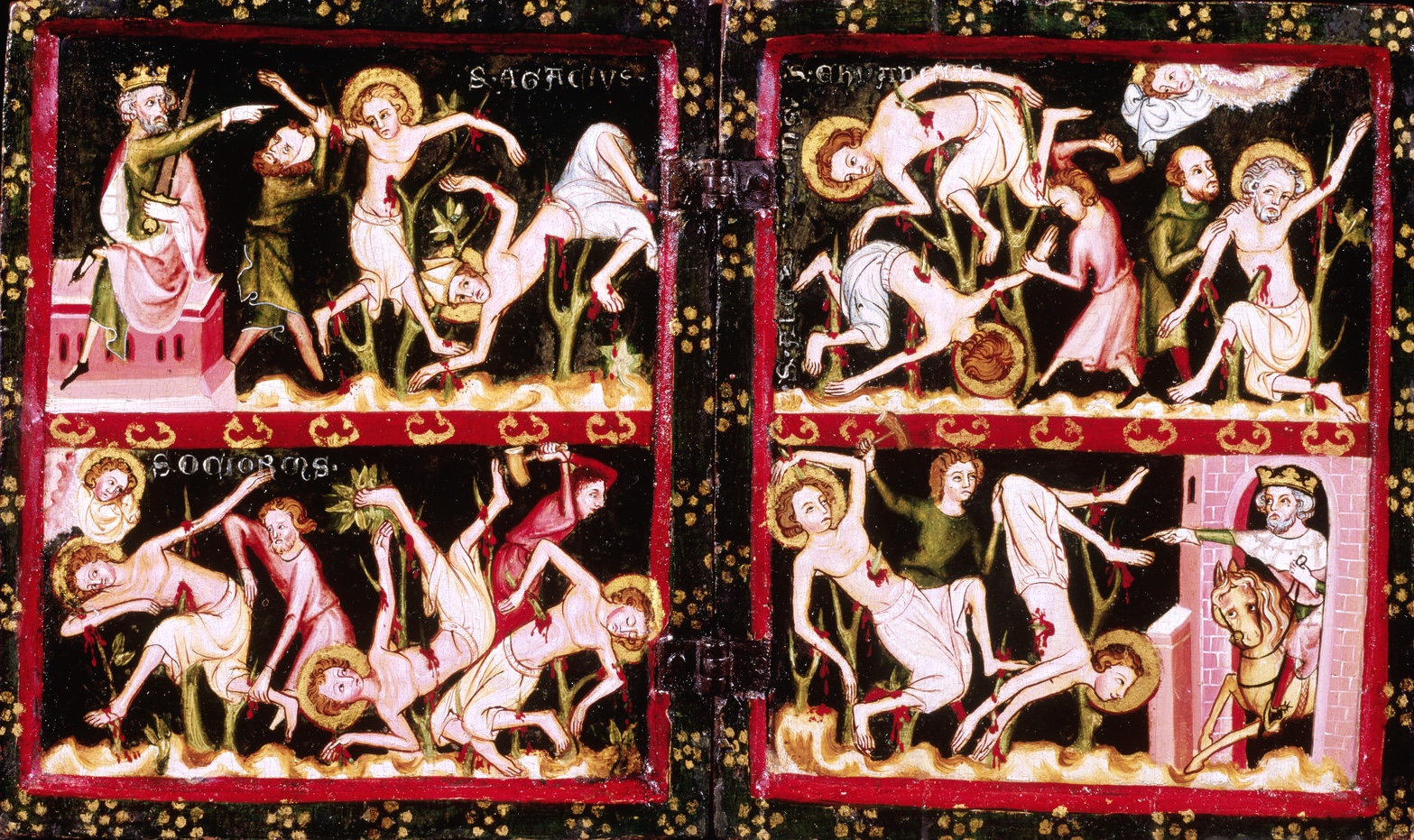
Diptyque avec le martyre des Dix Mille, 1325-1330 Wallraf-Richartz-Museum.
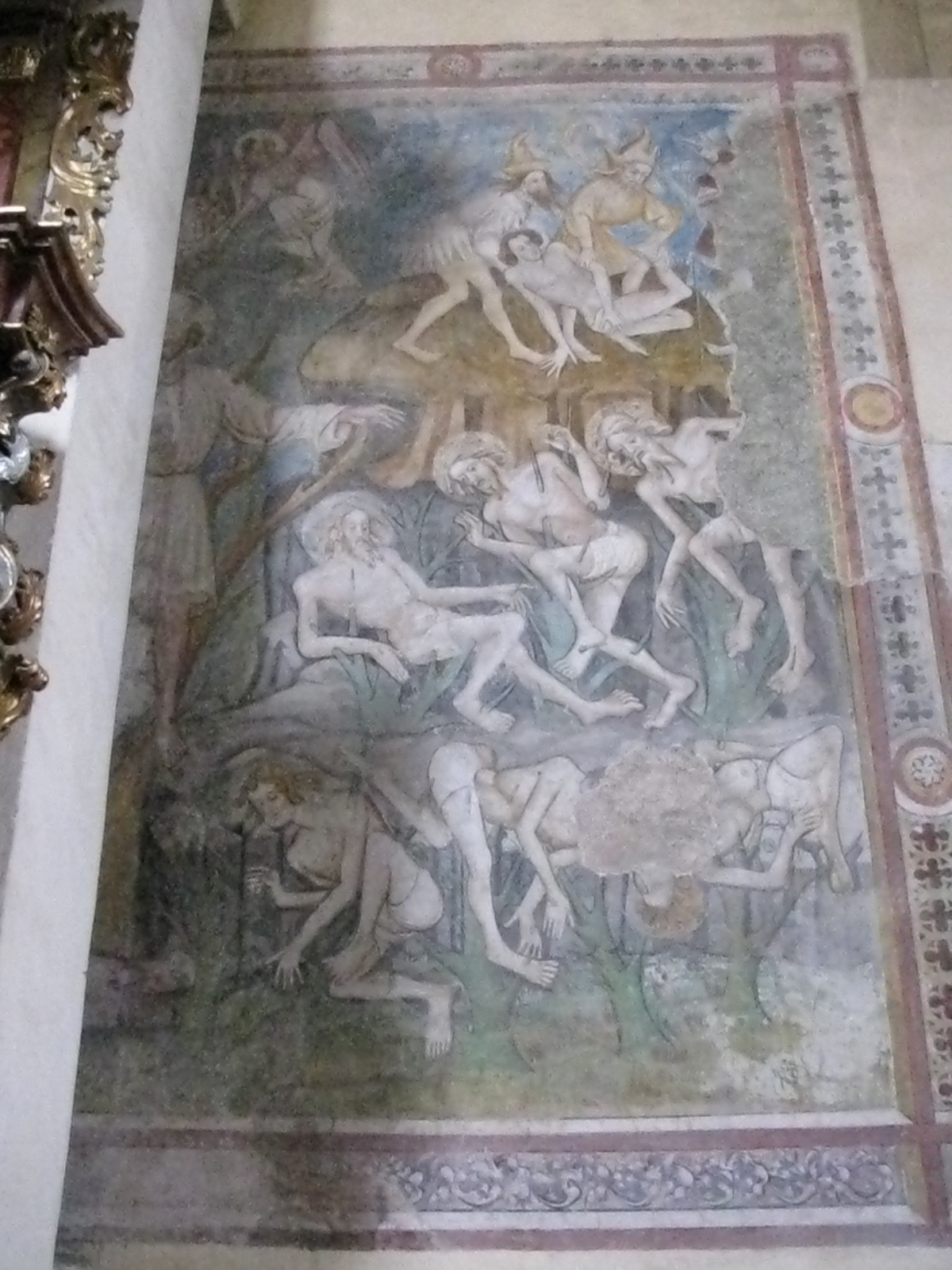
Église des frères mineurs Maria im Walde, Bruck an der Mur, Styrie.
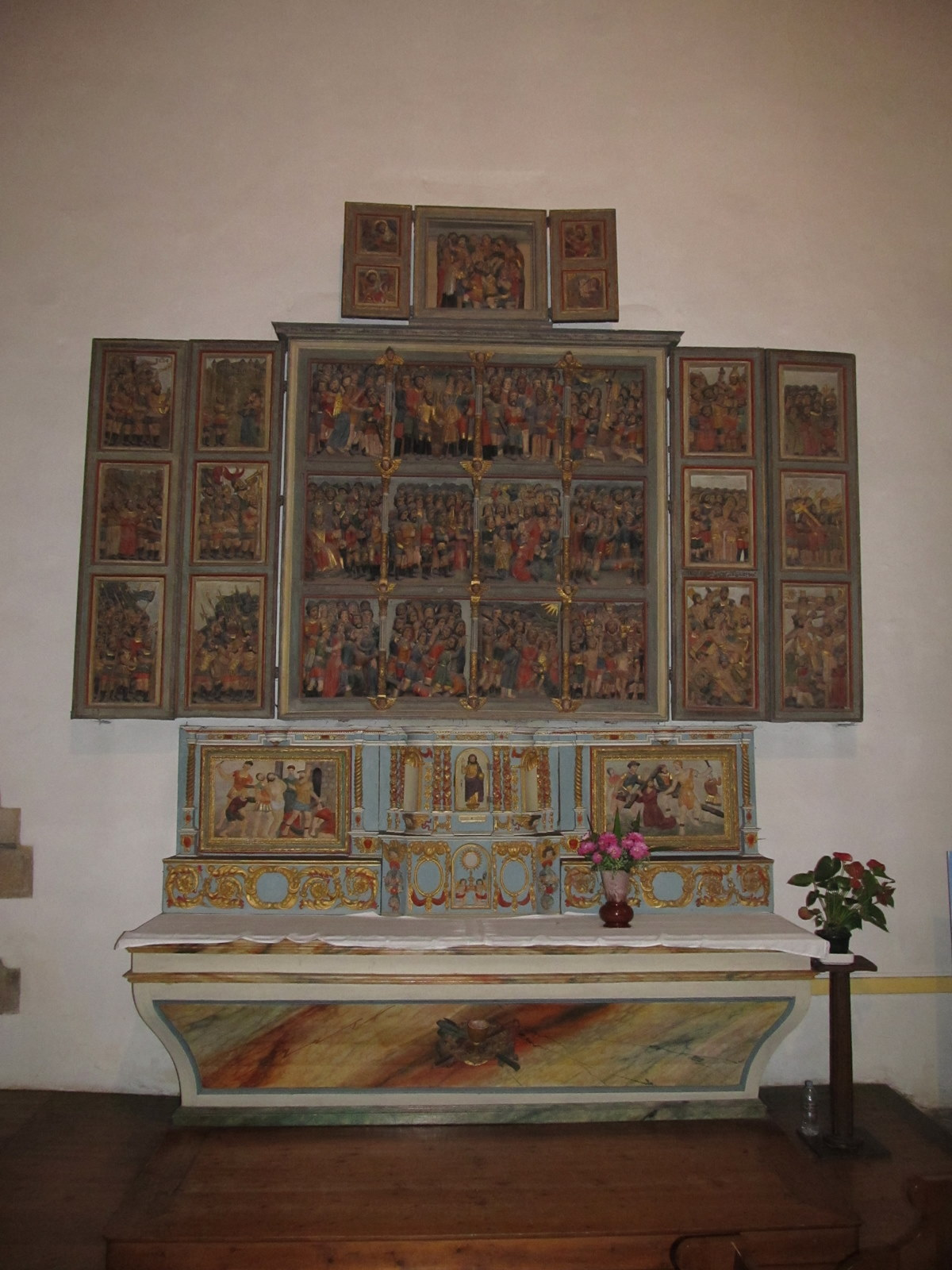
Retable des dix mille martyrs, Église Saint-Pierre de Crozon.
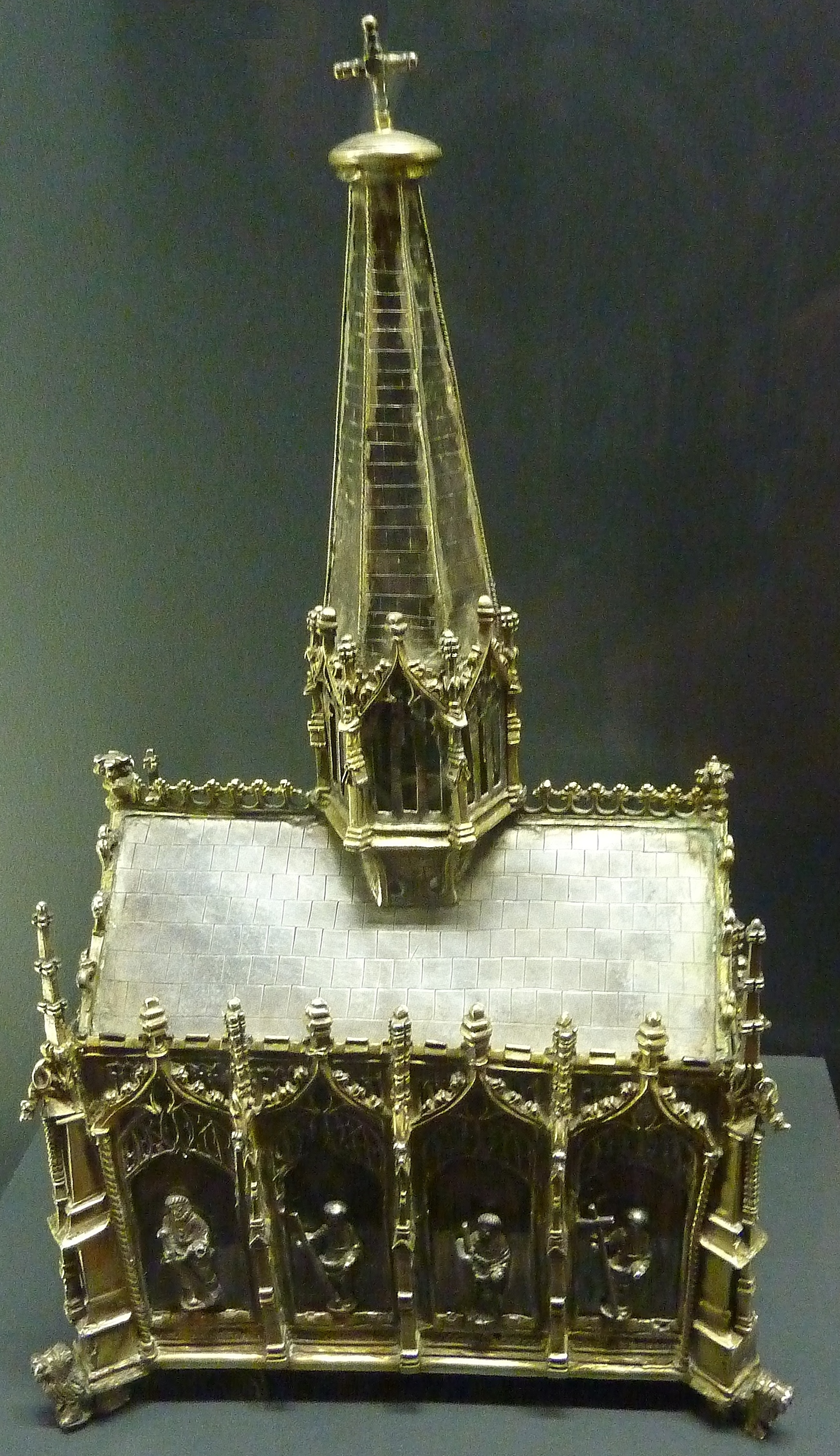
Crozon, église paroissiale Saint-Pierre, reliquaire des Dix Mille Martyrs (1re  moitié du XVIe siècle).
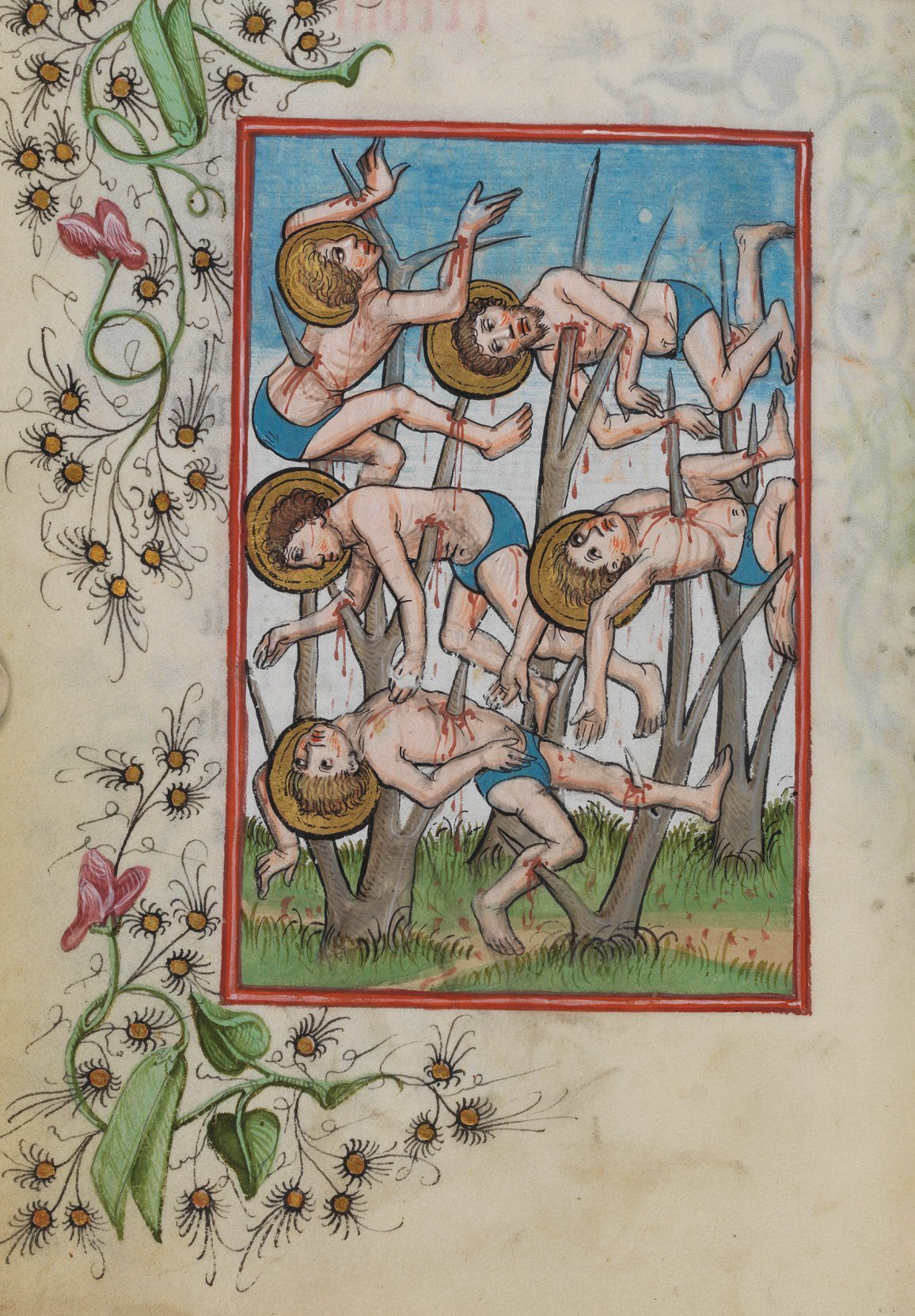
Bréviaire de Waldburg, Cod. brev. 12, fol. 39v, 1486.
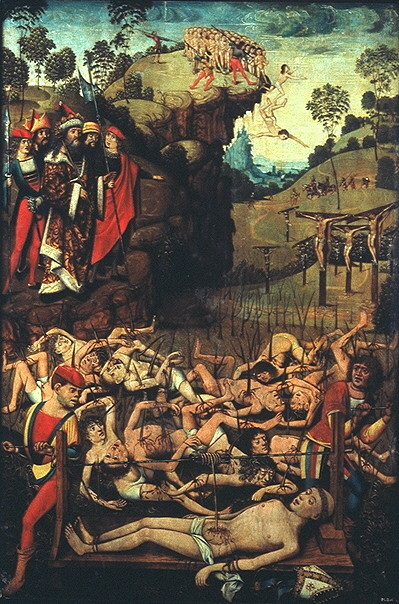
Martyre des Dix Mille, Maître du Retable de Hildesheim, XVe siècle, Wallraf-Richartz-Museum.
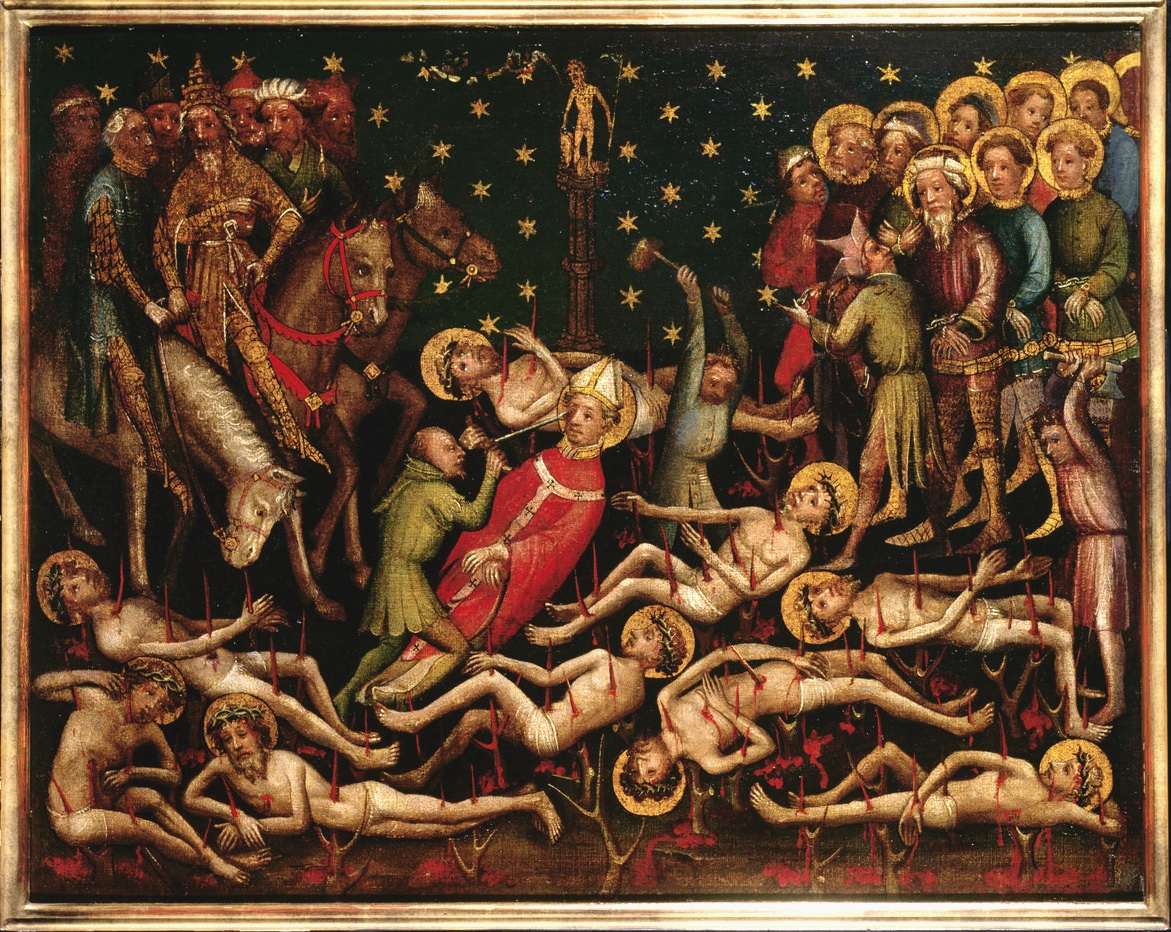
Martyre des Dix Mille, Maître de la Petite Passion, 1410-1415, Wallraf-Richartz-Museum, Cologne.